# Бокау
Бокау (њем. Bockau) општина је у њемачкој савезној држави Саксонија. Једно је од 69 општинских средишта округа Ерцгебирге. Према процјени из 2010. у општини је живјело 2.529 становника. Посједује регионалну шифру (AGS) 14521080.

## Географски и демографски подаци
Бокау се налази у савезној држави Саксонија у округу Ерцгебирге. Општина се налази на надморској висини од 450-550 метара. Површина општине износи 19,2 km².

## Становништво
У самом мјесту је, према процјени из 2010. године, живјело 2.529 становника. Просјечна густина становништва износи 132 становника/km².

## Међународна сарадња
| Мјесто | Држава   | Врста сарадње | Од    |
| ------ | -------- | ------------- | ----- |
| Мелк   | Аустрија | контакт       | 1990. |
| Извор  |          |               |       |